# Inmigración mexicana en Costa Rica
La inmigración mexicana a Costa Rica se refiere a la migración de nacionales de los Estados Unidos Mexicanos a la República de Costa Rica
Las olas migratorias desde México a Costa Rica se inician desde 1970s atraídos por una democracia estable, un clima benigno y la estabilidad política que caracteriza a este país al Sur de Centroamérica. Para 2008 la población mexicana en Costa Rica llega a casi a las 12,791 personas los cuales ejercen como profesionales, doctores, secretarias, servicios entre otros. Costa Rica representa el noveno destino para inmigrantes mexicanos en el mundo. Y el tercero (luego de Brasil y Panamá) en América Latina. A diferencia de otros destinos, de acuerdo al INE (Instituto de Mexicanos en el Exterior) la mayoría de los mexicanos que inmigran a Costa Rica proceden principalmente de Nuevo León, Jalisco, Tamaulipas, Baja California Chihuahua, San Luis Potosí, Michoacán, Estado de México, Veracruz, Chiapas, Puebla y Ciudad de México. A pesar de poseer más elementos culturales similares con los países del Norte de Centroamérica (Guatemala, El Salvador y Honduras) los mexicanos en Costa Rica son rápidamente asimilados por la población costarricense. Actualmente son las familias de la clase alta mexicana que deciden visitar o venir a vivir a Costa Rica ya sea por temas familiares o cuestiones conyugales.
Uno de los destinos en crecimiento de población mexicana en el siglo XXI es Costa Rica, convirtiéndose en la segunda nación centroamericana con mayor población de ciudadanía mexicana, superando la inmigración hacia El Salvador y Guatemala.